# Mogorella
Mogorella (Mogorèdda in sardo) è un comune italiano di 392 abitanti della provincia di Oristano in Sardegna. Si trova a nord est del massiccio del Monte Arci, nell'area geografica denominata Alta Marmilla.

## Storia

### Simboli
Lo stemma e il gonfalone del comune di Mogorella sono stati concessi con decreto del presidente della Repubblica del 17 gennaio 2000.
Il gonfalone è un drappo troncato di azzurro e di rosso.

## Monumenti e luoghi d'interesse

### Siti archeologici
Nel territorio di Mogorella sono presenti sei nuraghi:
- Nuraghe Bau Tentu
- Nuraghe Cuccuru
- Nuraghe Fenugu
- Nuraghe Friarosu
- Nuraghe Luas
- Nuraghe Mannu

## Società

### Evoluzione demografica
Abitanti censiti

### Lingue e dialetti
La variante del sardo parlata a Mogorella è il campidanese occidentale.